# ギザン (小惑星)
ギザン (1960 Guisan) は、小惑星帯に位置する小惑星である。スイスの天文学者、パウル・ヴィルトがベルン大学のツィンマーヴァルト天文台で発見した。
スイスの軍人で、第二次世界大戦下の非常事態下においてスイスの「武装中立」路線を保った軍の最高司令官アンリ・ギザンから命名された。